# Kanto
Kanto (japonsko Kantō-chihō 関東地方) je japonska regija na največjem japonskem otoku Honšu. Regija zajema sedem prefektur: Gunma, Točigi, Ibaraki, Saitama, Čiba, Kanagava in Tokio. 
Regija je ena izmed najbolj visoko razvitih in urbaniziranih delov Japonske, pri čemer predstavljata Tokio in Jokohama središče industrije. Glavno območje težke in lahke industrije poteka vzdolž Tokijskega zaliva. Druga pomembnejša industrijska mesta so Kavasaki, Saitama in Čiba.
Regija je ena izmed najgosteje poseljenih na Japonskem, s 1192 prebivalci na km². Približno polovico ozemlja predstavlja istoimensko nižavje z ugodnimi pogoji za poselitev.